# Erzbischöfliches Priesterseminar Paderborn
Das Erzbischöfliche Priesterseminar Paderborn ist das diözesane Priesterseminar des Erzbistums Paderborn. Die Priesteramtskandidaten der Erzdiözese leben dort während ihres Studiums an der Theologischen Fakultät und werden insbesondere in dem sich dem Studium anschließenden Pastoralkurs geistig und praktisch ausgebildet.

## Geschichte
1777 von Fürstbischof Wilhelm Anton von der Asseburg gestiftet, fand das Harsewinkelsche seminarium seinen Platz zunächst im Südflügel des 1773 aufgehobenen Jesuitenkollegs am Kamp, der heutigen Theologischen Fakultät. 1931 zog das Priesterseminar in den von Kurt Matern entworfenen Neubau an der Leostraße. Nach größeren Umbauten präsentiert sich das Erzbischöfliche Priesterseminar heute zusammen mit der Katholischen Hochschule NRW, dem Johann-Adam-Möhler-Institut für Ökumenik, dem Leokonvikt als Standort für Büros diverser Diözesanverbände inmitten einer großzügigen Parkanlage.

## Die Priesterausbildung im Erzbistum Paderborn
„Das Ziel der Priesterbildung ist der Christ, der aufgrund seiner menschlichen und geistlichen Reife, seiner theologischen Bildung und seiner pastoralen Befähigung geeignet und bereit ist,
- der Berufung Gottes zu entsprechen und sich in Weihe und Sendung durch den Bischof für die Kirche als Priester in Dienst nehmen zu lassen in der Lebensform der Ehelosigkeit um des Reiches Gottes willen,
- seine menschlichen, geistlichen und beruflichen Fähigkeiten so weiterzuentwickeln, dass er den in der Priesterweihe übernommenen Auftrag Christi an den Mitmenschen in der jeweiligen pastoralen Situation ein Leben lang wahrnehmen kann.“

Die Dauer der Priesterausbildung beträgt im Erzbistum Paderborn ca. acht Jahre. Der fünfjährigen Studienphase geht ein Propädeutisches Jahr voraus, welches in Paderborn zuerst im Wintersemester 2010/11 durchgeführt wurde. In der propädeutischen Phase werden die Priesteramtskandidaten in das Leben im Priesterseminar und in eine priesterliche Spiritualität eingeführt. An der Theologischen Fakultät belegen die Propädeutiker die ersten Sprachkurse sowie weitere Einführungskurse.
Gefolgt vom Propädeutikum studieren die Seminaristen zehn Semester Theologie mit dem angestrebten Abschluss des Magister Theologiae. Unterbrochen wird die fünfjährige Studienphase an der Theologischen Fakultät von den Freisemestern im dritten Jahr, in welchem die Seminaristen an einer freigewählten Hochschule außerhalb des erzdiözesanen Milieus studieren.
An die erfolgreich bestandene Studienphase, werden die Seminaristen admittiert und somit bischöflich als Kandidaten für die Diakon- und Priesterweihe in den zweijährigen Pastoralkurs aufgenommen. Die Weihe zum Diakon geschieht im ersten Jahr des Pastoralkurses in der Universitäts- und Marktkirche in Paderborn. Das Ende des Pastoralkurses und somit der Priesterausbildung markiert die Priesterweihe im Hohen Dom zu Paderborn und die Entsendung in die erste Vikarstelle der Neupriester.